# Njallabläkke
Njallabläkke är en sjö i Arjeplogs kommun i Lappland som ingår i Umeälvens huvudavrinningsområde. Sjön har en area på 0,46 kvadratkilometer och ligger 716,7 meter över havet. Njallabläkke ligger i Laisälven Natura 2000-område. Sjön avvattnas av vattendraget Dellikälven (Vuorejukke). Kungsleden passerar några hundra meter från sjön.

## Delavrinningsområde
Njallabläkke ingår i delavrinningsområde (733993-152547) som SMHI kallar för Inloppet i Stikojaure. Medelhöjden är 765 meter över havet och ytan är 4,35 kvadratkilometer. Räknas de 7 avrinningsområdena uppströms in blir den ackumulerade arean 103,98 kvadratkilometer. Dellikälven (Vuorejukke) som avvattnar avrinningsområdet har biflödesordning 4, vilket innebär att vattnet flödar genom totalt 4 vattendrag innan det når havet efter 438 kilometer. Avrinningsområdet består mestadels av kalfjäll (85 procent). Avrinningsområdet har 0,46 kvadratkilometer vattenytor vilket ger det en sjöprocent på 10,6 procent.